# 角山镇
角山镇，原为角山乡，是中华人民共和国湖南省衡陽市石鼓区下辖的一个乡镇级行政单位。2018年12月撤乡设镇。区划代码改为430407101。撤乡设镇后，角山镇辖6个建制村、1个社区，总面积34.38平方千米，总人口2.73万。

## 行政区划
角山镇下辖以下地区：
三星村、旭东村、莲花塘村、杨岭村、角山村、五星村、杨泗村、小云山村、银杯村和茅茶亭村。